# Шведський сірник (фільм, 1922)
«Шведський сірник» (рос. «Шведская спичка») (назва переробленої версії — «Дворянське болото») — німий корткомтражний художній фільм 1922 року, поставлений режисером Євгеном Славинським за однойменним оповіданням російського письменника Антона Чехова. Стрічка була першим ігровим фільмом ВУФКУ, створеним на його Одеській кінофабриці.
Часто Леся Курбаса також помилково вказують режисером «Шведських сірників» (про це, наприклад, згадують відомі кінознавці Іван Корнієнко у своїй книзі Українське радянське кіномистецтво. 1917—1929 (1959) та Борис Берест у своїй книзі Історія українського кіна (1962)), але загальновідомо що Курбас не міг бути режисером цих стрічкок у 1922 році, оскільки він почав працювати на ВУФКУ Одеса лише у червні 1924 року, після того як ВУФКУ уклало річний контракт із режисером театру «Березіль». За рік своєї праці у 1924—1925 роках у ВУФКУ Одеса Курбас зумів зняти лише три фільми що вийшли в кіножурналі «Маховик»: Вендетта, Макдональд, та Арсенальці.
Станом на 2020 рік фільм вважається втраченим.

## Сюжет
Дружина станового пристава викрадає відставного корнета — поміщика Кляузова — та ховає його у своїй лазні, тим самим забезпечуючи собі легкий доступ до коханого. Міська влада, стурбована зникненням Кляузова, висуває версію вбивства поміщика і береться за пошуки трупа…

## У ролях
| • Костянтин Гарін   | … | Марк Іванович Кляузов, корнет |
| • Баянов            | … | становий                      |
| • Олена Єгорова     | … | дружина станового             |
| • Г. Славатинська   | … | Марія, сестра Кляузова        |
| • І. Висоцький      | … | Чупринок, слідчий             |
| • Аркадій Мальський | … | Миколка                       |
| • Д. Гольдфаден     | … | Песков, управитель Кляузова   |
| • Короленко         | … | покоївка                      |

## Виробництво
За даними часопису «Вітчизна», фільм було перемонтовано у 1926 році під назвою «Дворянське болото».

## Додаткова література
- Миславський Володимир. Історія українського кіно 1896–1930: факти і документи. — Харків : «Дім Реклами», 2018. — Т. 1. — С. 429. — ISBN 978-966-2149-66-1.
- Богдан Козак. Життя і творчість Леся Курбаса: в рецепції українського театрознавства. — Львів; Київ; Харків : Літопис, 2012. — С. 38-44. — ISBN 978–966–8853–22–7.
- Людмила Пуха. Кінематограф Леся Курбаса. — Черкаси : Сіяч, 1999. — 107 с. — ISBN 966-564-036-4.